# Strange Clouds (album)
Strange Clouds è il secondo album del rapper statunitense B.o.B, pubblicato il 1º maggio 2012.

## Il disco
Nell'album sono presenti tracce con le partecipazioni di Taylor Swift, Lil Wayne, T.I., Chris Brown, Nicki Minaj, Ryan Tedder, Lauriana Mae, Playboy Tre e Trey Songz.

## Tracce
1. Bombs Away (feat. Morgan Freeman) – 5:28
2. Ray Bands – 3:48
3. So Hard to Breathe – 4:21
4. Both of Us (feat. Taylor Swift) – 3:38
5. Strange Clouds (feat. Lil Wayne) – 3:47
6. So Good – 3:33
7. Play for Keeps – 3:22
8. Arena (feat. Chris Brown & T.I.) – 4:27
9. Out of My Mind (feat. Nicki Minaj) – 3:43
10. Never Let You Go (feat. Ryan Tedder) – 4:20
11. Chandelier (feat. Lauriana Mae) – 4:00
12. Circles – 3:47
13. Just a Sign (feat. Playboy Tre) – 5:58
14. Castles (feat. Trey Songz) – 3:54
15. Where Are You (B.o.B vs. Bobby Ray) – 4:51